# Гарі Мелхерс
Гарі Мелхерс (англ. Gari Melchers 11 серпня, 1860, Детройт  — 30 листопад, 1932, Фредеріксбург, штат Вірджинія) — художник зі Сполучених Штатів зламу 19-20 ст., німець за походженням.

## Життєпис
Його первісне ім'я — Гарібальді. Він був сином  скульптора зі Сполучених Штатів Юліуса Теодора Мелхерса і народився у Детройті, штат Мічиган. Тому ім'я сина переробили на англійський манір — Гарі.

## Навчання в Європі
У віці 17 років він відбув у Німеччину, де навчався у  Художній академії Дюссельдорфа три роки. По закінченні — перебрався у Париж, де навчався у Академії Жульєна (його викладачі  Густав Буланже та Жуль Жозеф Лефевр). Його привабили переваги життя у Голландії, тому художник оселився у місті Егмонд.

## Паризький період
1882 року він подав перший твір на виставку у Паризький Салон, де отримав схвальні відгуки.
1884 року він перебував знову в Голландії, де у містечку Егмонд ан Зее створилась художня колонія митців зі Сполучених Штатів
1903 року він узяв шлюб із пані Корінн Маккел, жінкою-художницею з міста Балтимор, що навчалась у академії Колароссі.
Він отримав визнання у Парижі і мав серед нагород орден Почесного легіону. Його життя проходило у праці в Голландії, у Парижі та у Німеччині. 

## Власна садиба у Сполучених Штатах
Мав власну садибу у Сполучених Штатах, що по смерті художника стала заповідною територією.

## Вибрані твори

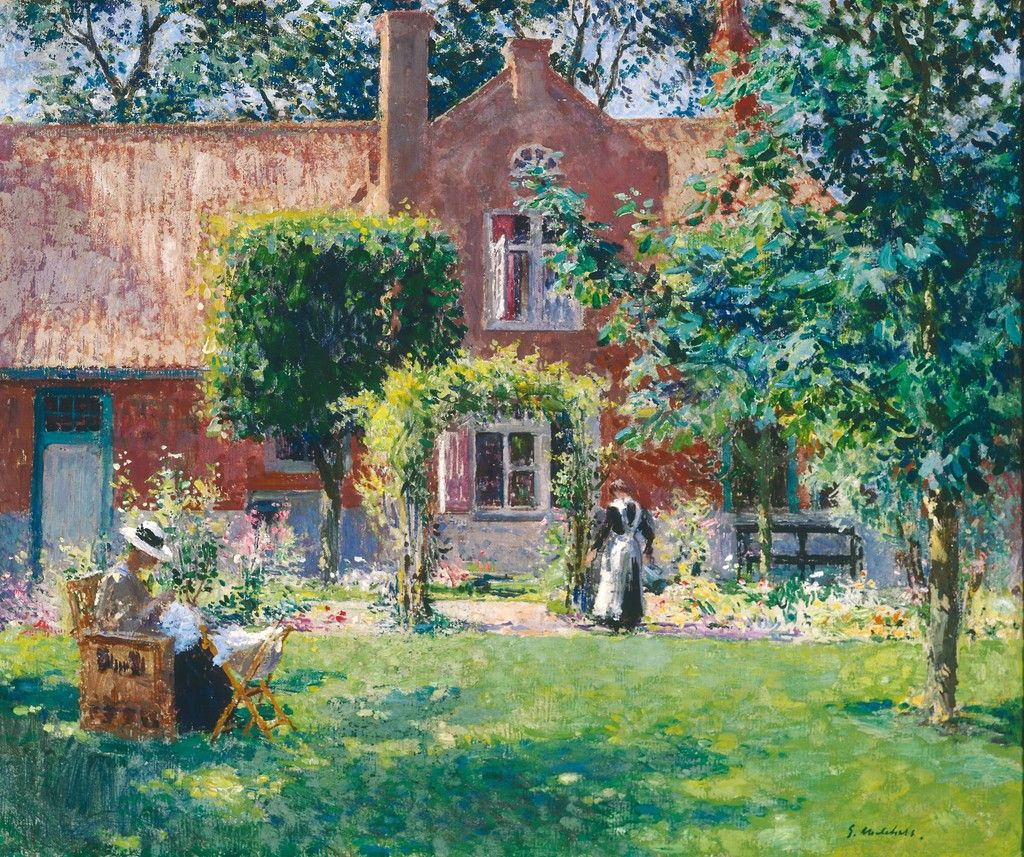
«Садок без претензій», 1909, Саванна, Джорджія.

- Стінописи. Бібліотека Конгресу США
- «Дві селянки в дюнах», 1891
- «Пенелопа»
- «Зимовий пейзаж»
- « Наречені», 1893
- «Заснула в церкві», 1888
- «Мати з дитиною в полі» («Мадонна в полі»), 1895
- «Пані за книгою біля двері в сад»,1895
- «Віряни в церкві»
- «Наречена»
- «Мій сад», 1903
- «Садок без претензій», 1909
- «Пані за книгою», 1910
- «Няня з дитиною», 1912

## Галерея вибраних творів

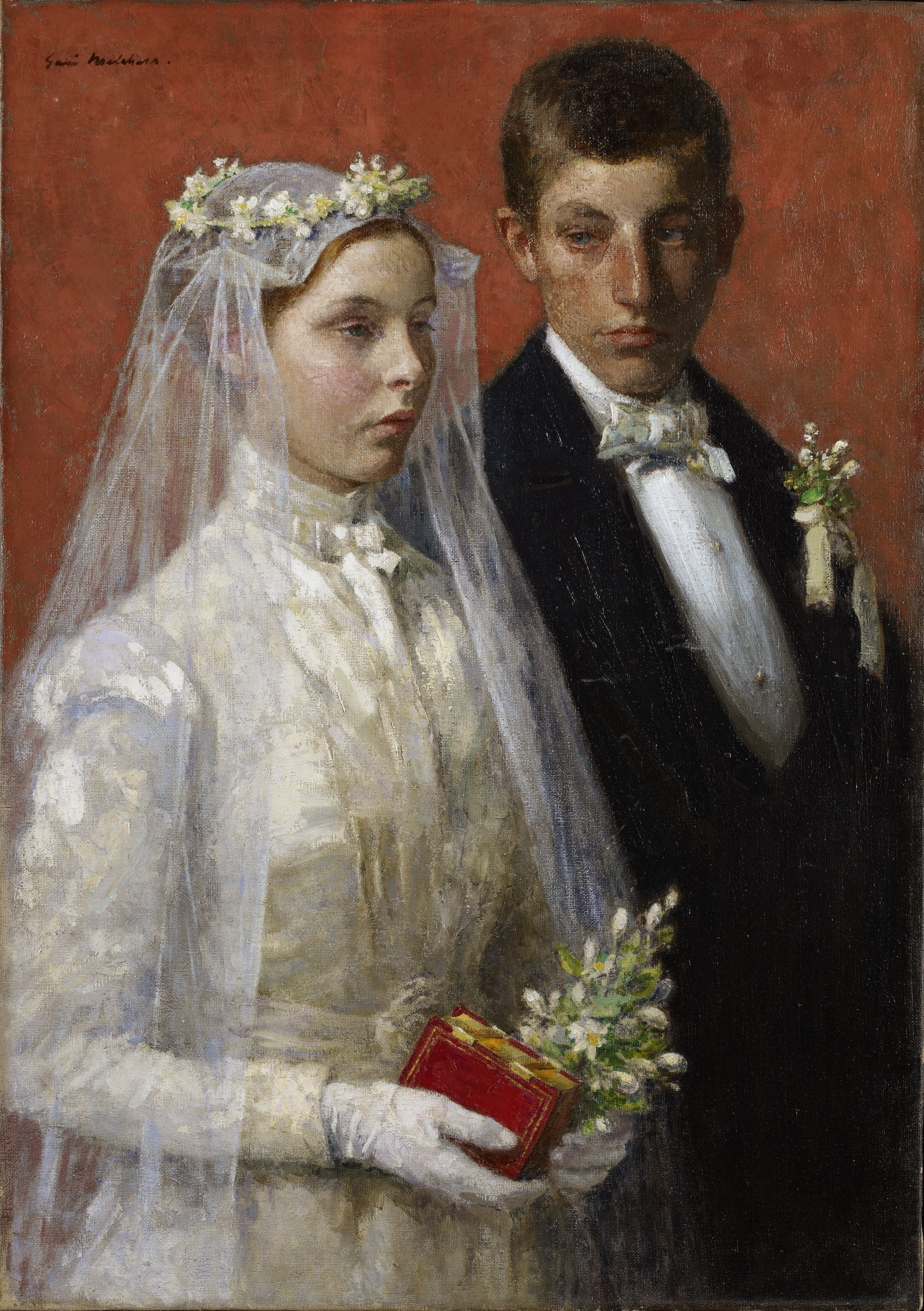
«Наречені», 1893 р.

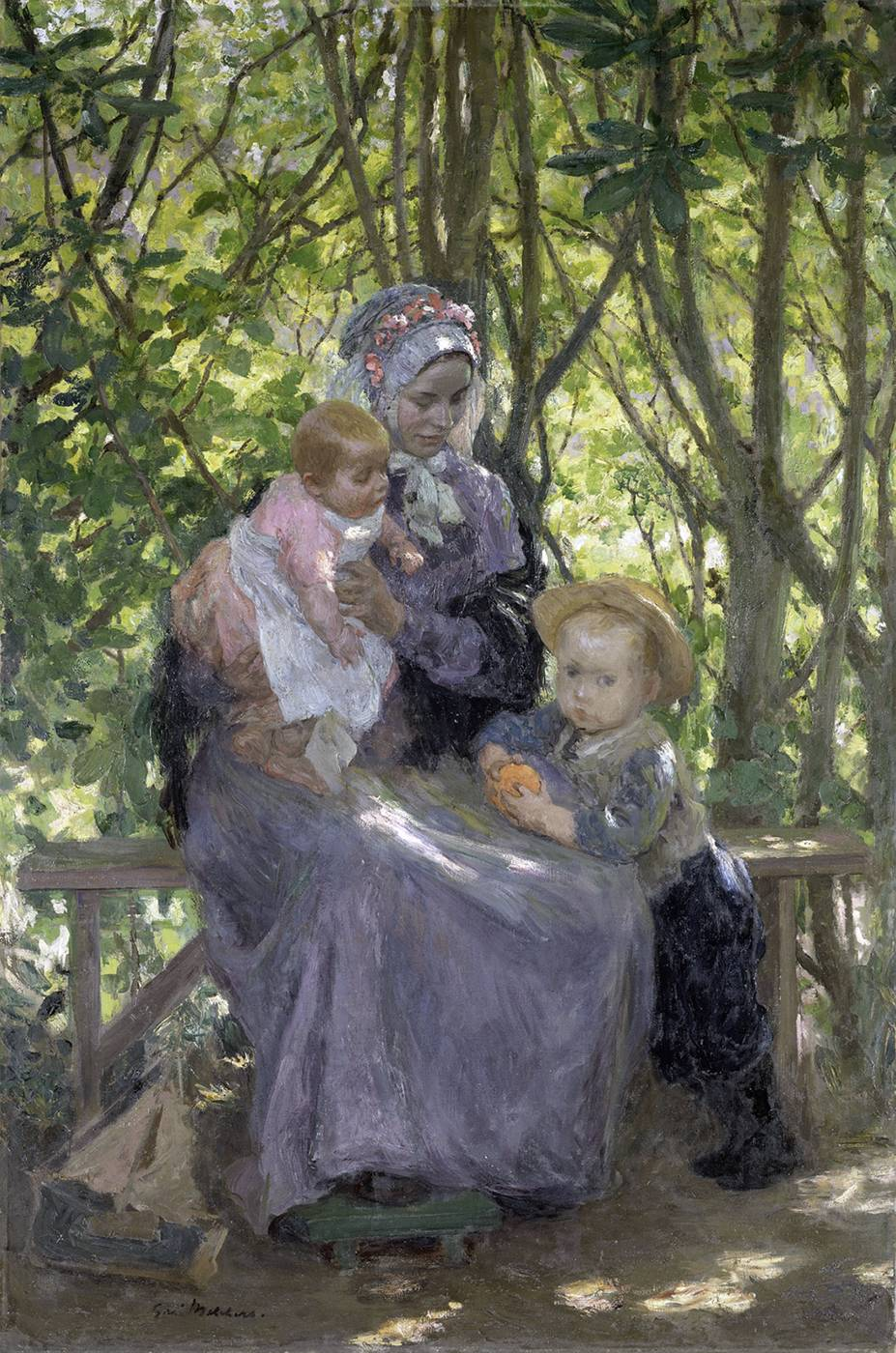
«Мати з дітьми», 1900 р.
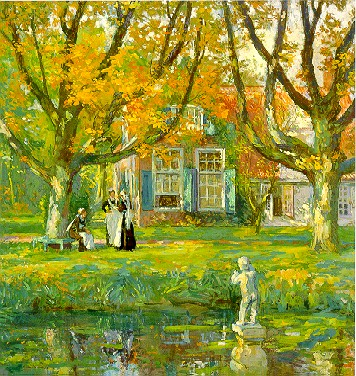
«Мій сад», 1903 р.
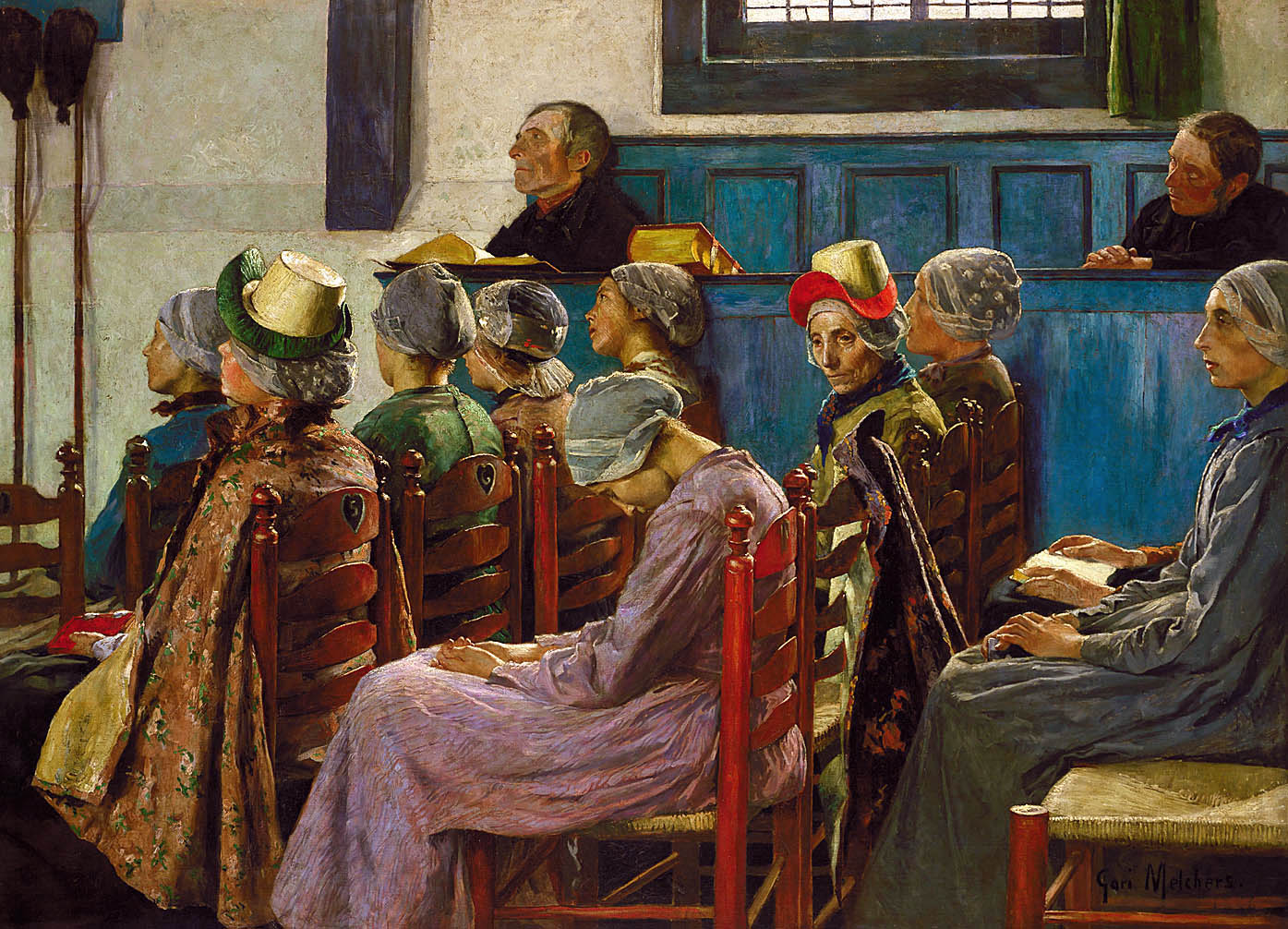
«Заснула в церкві», 1886 р.
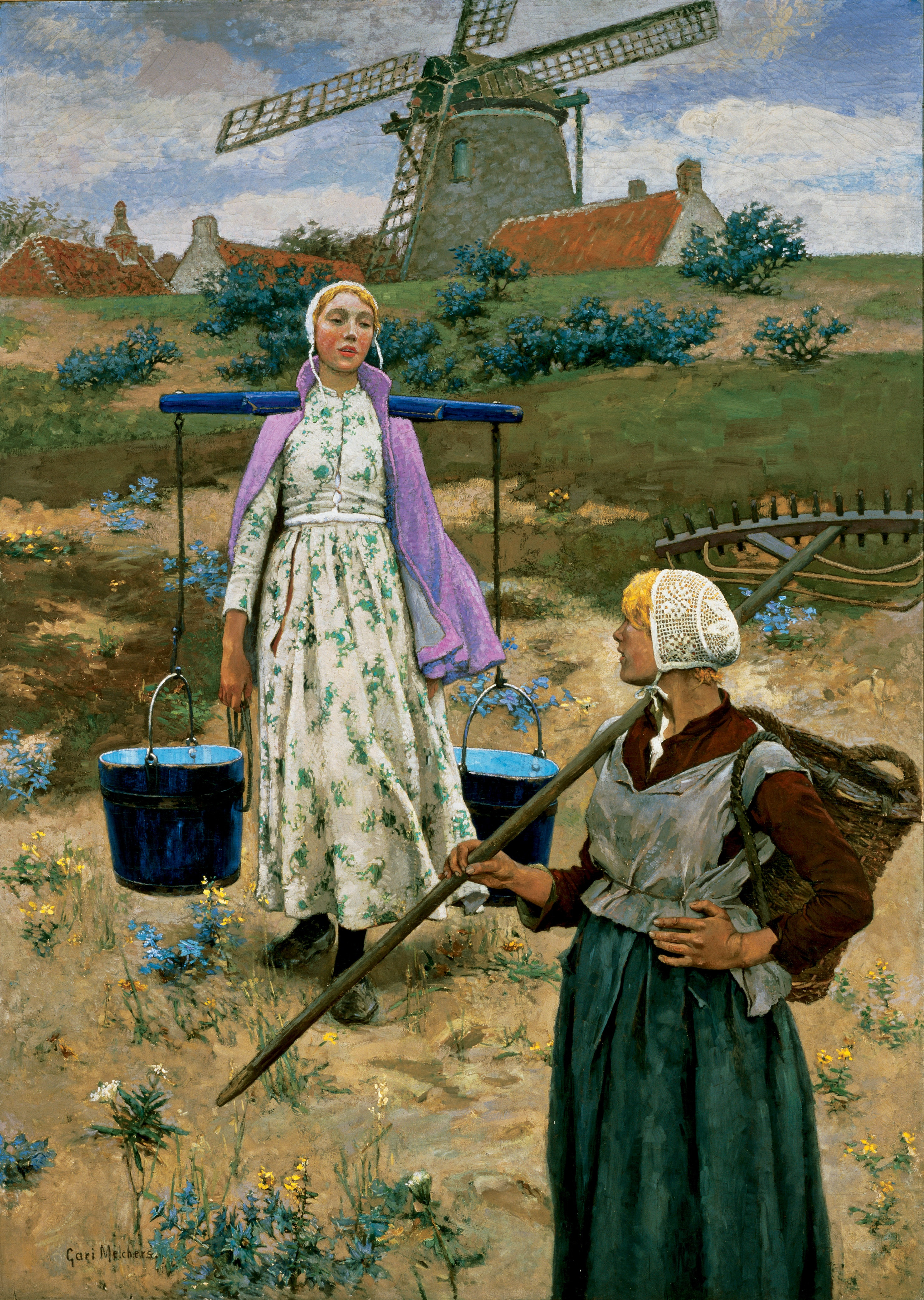
«Дві селянки в дюнах», 1891 р.
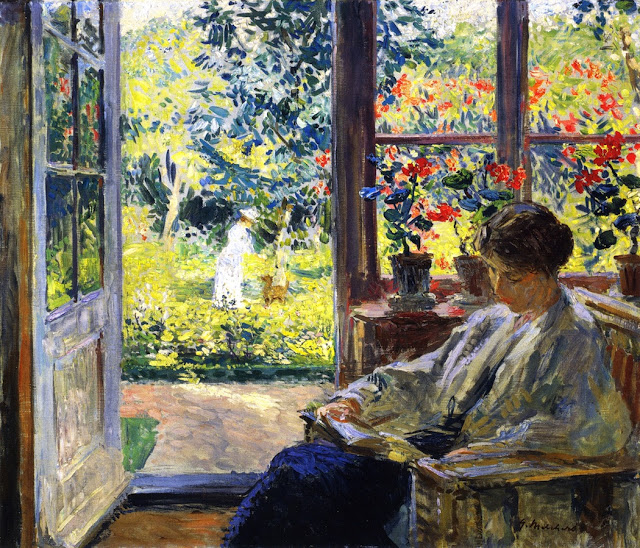
«Пані читає біля двері в сад», 1895 р.
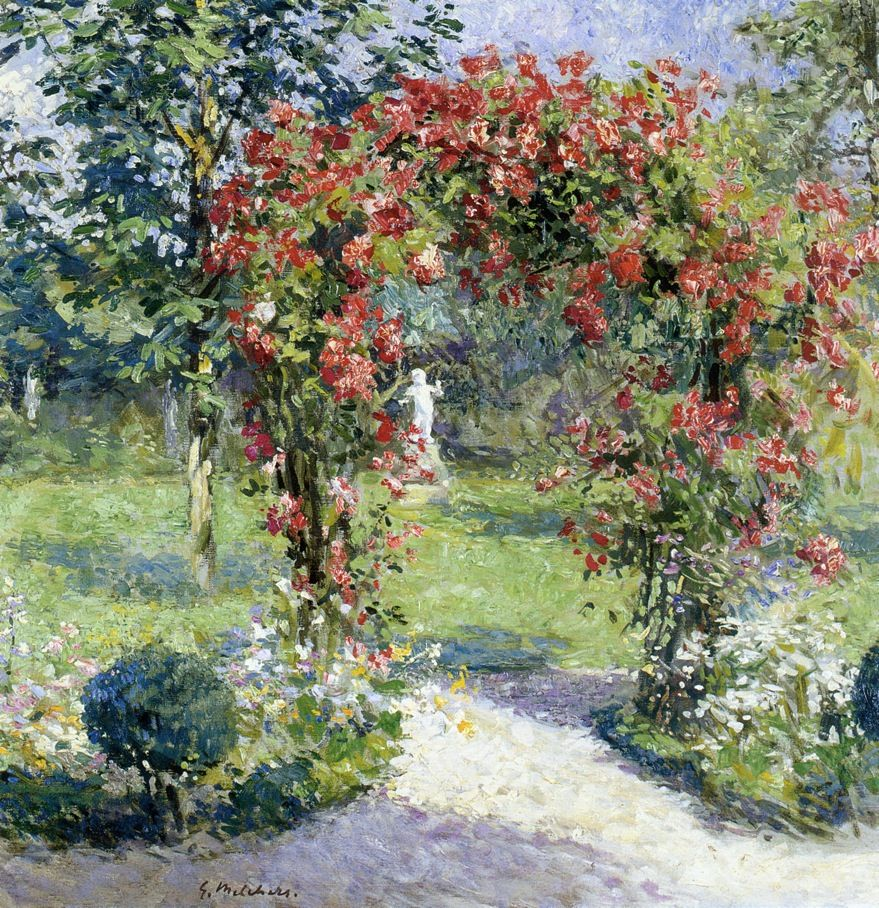
«Стежка до ставка в садибі художника», 1914 р.
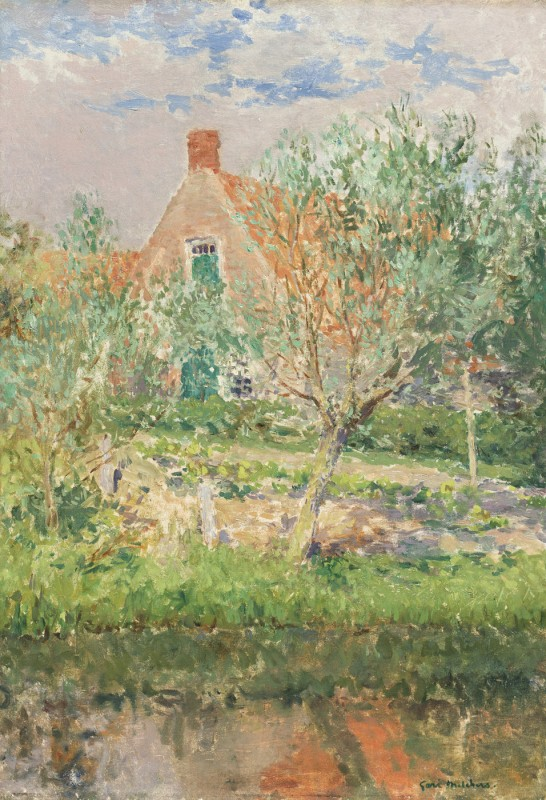
«Егмнод ан Зее, маленький будиночок»
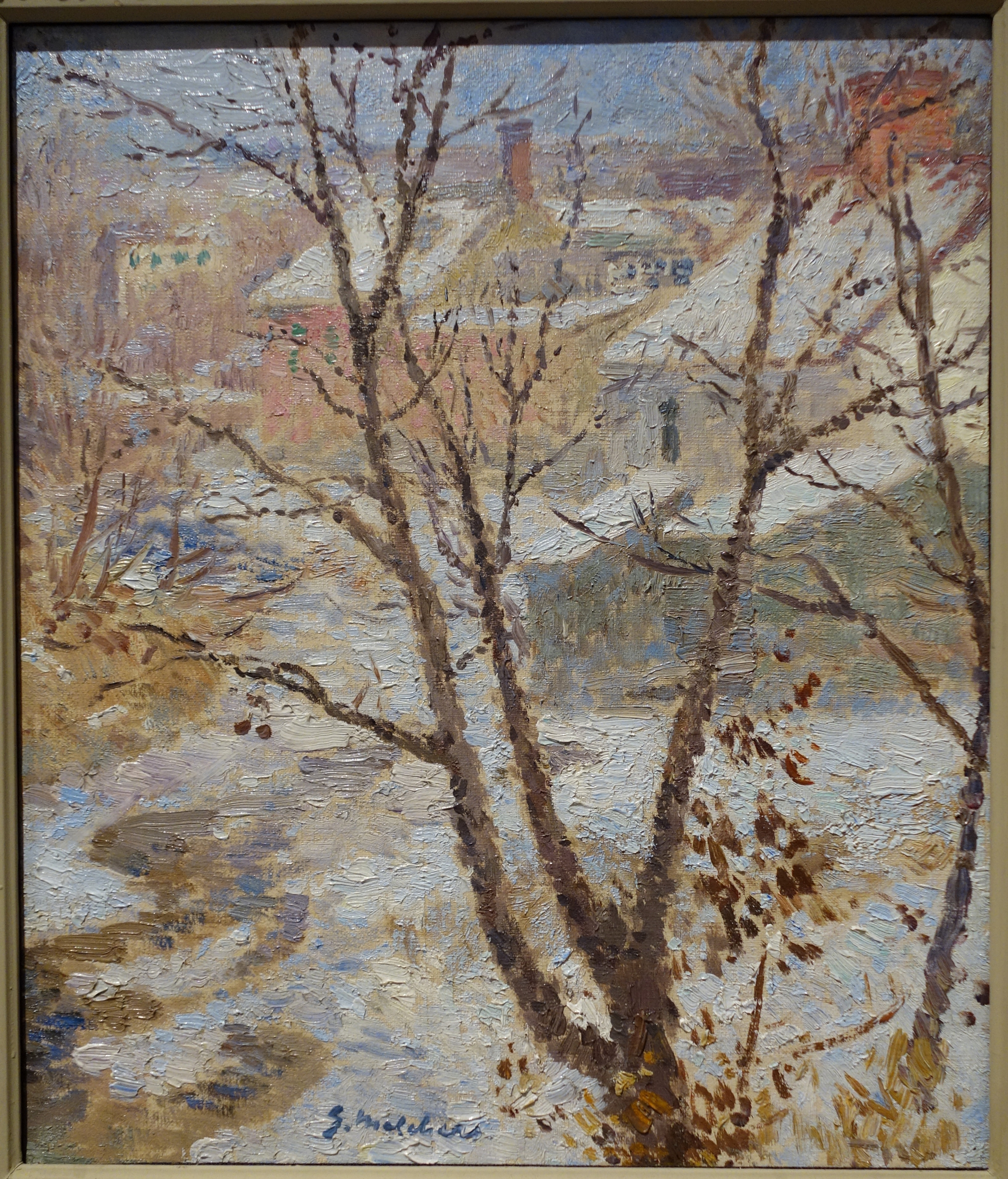
«Зимовий пейзаж»